# Dorian Gray (actriz)
Maria Luisa Mangini, conocida artísticamente como Dorian Gray (Bolzano, Tirol del Sur, 2 de febrero de 1928–Torcegno, Trento, 15 de febrero de 2011) fue una actriz italiana.

## Biografía
Gray hizo su debut teatral en 1950. 5 años después decidió abandonar el teatro y empezó a trabajar en la industria cinematográfica.

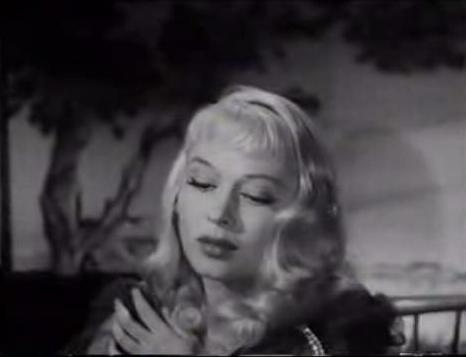
Dorian Gray en Totò, Peppino e... la malafemmina (1956).

Gray interpretaba principalmente papeles de chicas seductoras con conducta sexual. Interpretó a una "chica mala" en Totò, Peppino e la malafemmina. También apareció en El grito, dirigida por Michelangelo Antonioni. En 1957, apareció en Las noches de Cabiria de Federico Fellini.

## Muerte
El 15 de febrero de 2011, Gray se suicidó de un disparo en su casa de Torcegno. Tenía 83 años; aunque algunos medios afirman que tenía 75 años, ya que ella había afirmado que nació en 1936.

## Filmografía

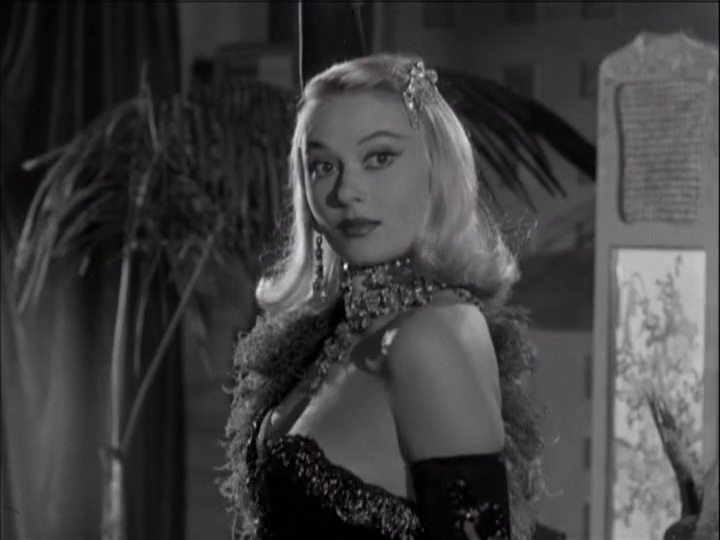
Gray en Io piaccio (1955)

- Accidenti alle tasse!! (1951) - Margot
- The Reluctant Magician (1951)
- Amo un assassino (1951) - Vandina
- Anema e core (1951) - Amica di Cocciaglia
- Vendetta... sarda (1952) - Columba Porchiddu
- The Queen of Sheba (1952) - Ati
- Lo sai che i papaveri (1952) - La guardarobiera
- Io piaccio (1955) - Doriana Paris
- Totò lascia o raddoppia? (1956) - Ellen
- Totò, Peppino e la malafemmina (1956) - Marisa Florian (the 'malafemmina')
- Guaglione (1956) - Nadia Lanti
- Totó, Pepino y los forajidos (1956) - Valeria
- Las noches de Cabiria (1957) - Jessy
- El grito (1957) - Virginia
- Domenica è sempre domenica (1958) - Luciana
- Mogli pericolose (1958) - Ornella
- Racconti d'estate (1958) - Dorina
- Vacanze d'inverno (1959) - Carol Field
- Brevi amori a Palma di Majorca (1959) - Hélène
- Le sorprese dell'amore (1959) - Desdemona aka Didì
- Il Mattatore (1960) - Elena
- La regina delle Amazzoni (1960) - Antiope
- Crimen (1960) - Eleonora Franzetti
- Il carro armato dell'8 settembre (1960)
- Mani in alto (1961) - Pupina Micacci
- Gli attendenti (1961) - Lauretta
- Finden Sie, daß Constanze sich richtig verhält? (1962) - Marie-Louise Jörgensen
- Peccati d'estate (1962) - Irene
- The Legion's Last Patrol (1962) - Nora
- Avventura al motel (1963)
- Thrilling (1965) - Veronique (segmento "Sadik")
- I criminali della metropoli (1967) - Denise